# Championnats de France d'escrime 2009
Navigation
Édition précédente Édition suivante
Contrairement aux autres années les championnats de France d'escrime 2009 n’ont pas eu lieu à une date fixe et à un endroit unique. 
À partir de 2009, la fédération française d'escrime a décidé de déplacer la date des championnats de fin d’année (généralement première quinzaine de décembre) vers le mois de juin. Pour cette année, chaque arme a organisé son championnat de son côté, généralement en même temps que les épreuves par équipes.

## Liste des épreuves
- Épée masculine et Épée féminine 
  - Les épreuves ont eu lieu à Nantes les 20 et 21 juin 2009 en même temps que les épreuves par équipes.
- Fleuret masculin et Fleuret féminin 
  - Les épreuves ont eu lieu au Palais des sports de Marseille les 20 et 21 juin 2009 en même temps que les épreuves par équipes.
- Sabre masculin et  Sabre féminin
  - Les épreuves ont eu lieu à Vittel les 6 et 7 juin 2009 en même temps que les épreuves par équipes.

## Podiums
- Fleuret masculin : Brice Guyart bat Grégory Koenig 15 à 9

| Or     | Brice Guyart      | Lagardère Paris Racing |
| Argent | Grégory Koenig    | Aubervilliers          |
| Bronze | Jérôme Jault      | Lagardère Paris Racing |
| Bronze | Erwann Le Péchoux | Aix-en-Provence        |

- Fleuret féminin :

| Or     | Astrid Guyart      | Le Vésinet US      |
| Argent | Corinne Maitrejean | Masque de Fer Lyon |
| Bronze | Julie Huin         | Aix-en-Provence    |
| Bronze | Mélanie Moumas     | Bourg la Reine     |

- Sabre masculin : Vincent Anstett bat Julien Pillet 15 à 11

| Or     | Vincent Anstett | Strasbourg UC          |
| Argent | Julien Pillet   | Lagardère Paris Racing |
| Bronze | Alexandre Woog  | US Métro (Escrime)     |
| Bronze | Julien Médard   | Section Paloise        |

- Sabre féminin : Carole Vergne bat Cécilia Berder 15 à 14

| Or     | Carole Vergne         | Lagardère Paris Racing |
| Argent | Cécilia Berder        | Orléans CE             |
| Bronze | Solenne Mary          | Strasbourg UC          |
| Bronze | Charleine Taillandier | US Métro (Escrime)     |

- Épée masculine : Ulrich Robeiri bat Ronan Gustin 15 à 13

| Or     | Ulrich Robeiri      | Levallois              |
| Argent | Ronan Gustin        | Lagardère Paris Racing |
| Bronze | Alexandre Blaszyck  | Levallois              |
| Bronze | Jean-Michel Lucenay | Lagardère Paris Racing |

- Epée féminine :

| Or     | Hajnalka Kiraly-Picot          | Lagardère Paris Racing |
| Argent | Laura Flessel                  | Lagardère Paris Racing |
| Bronze | Nathalie Alibert               | Beauvais ACA           |
| Bronze | Joséphine Jacques André Coquin | Bondy AS               |